# デルナ
デルナ(Derna)、またはダルナは、リビアの都市。2011年の人口は約10万人。リビア東部に位置し、地中海に面する港町でデルナ県の県都。デルナは緑の山を背後に抱え、地中海と砂漠に挟まれたリビアのなかでもユニークな環境を持っている。

## 地理
デルナは、リビアでも雨の多い地域であるジュベル・アフダル山地の東端に位置し、肥沃な土地と豊かな森林に囲まれている。気候は快適であるが、冬には気温は4度から14度となり、まれに気温が零度以下となることもある。そのため、雨や時折雪が冬には降る。デルナは地中海を一望できる緑の山地およびワジや滝でもリビア国内で知られている。

### 気候
デルナはステップ気候（ケッペン気候分類の BSh）に分類されるが地中海の影響を強く受ける。降水はおおむね 10 月から 3 月に限られる。海洋の影響を受け、乾燥気候の地域では珍しく季節進行の大きなズレを生じることがある。サハラ砂漠の影響により記録的な高温は最暖月より前に観測することがある。
冬季の平均気温は 9 から 20 °C の範囲である。夏季はかなり長くほぼ降水はない。午後の平均気温は 6 月から 10 月にわたって 27 °C を超える。
| デルナ（気温: 1945–1977 年, 降水量: 1913–1979 年）の気候 | デルナ（気温: 1945–1977 年, 降水量: 1913–1979 年）の気候 | デルナ（気温: 1945–1977 年, 降水量: 1913–1979 年）の気候 | デルナ（気温: 1945–1977 年, 降水量: 1913–1979 年）の気候 | デルナ（気温: 1945–1977 年, 降水量: 1913–1979 年）の気候 | デルナ（気温: 1945–1977 年, 降水量: 1913–1979 年）の気候 | デルナ（気温: 1945–1977 年, 降水量: 1913–1979 年）の気候 | デルナ（気温: 1945–1977 年, 降水量: 1913–1979 年）の気候 | デルナ（気温: 1945–1977 年, 降水量: 1913–1979 年）の気候 | デルナ（気温: 1945–1977 年, 降水量: 1913–1979 年）の気候 | デルナ（気温: 1945–1977 年, 降水量: 1913–1979 年）の気候 | デルナ（気温: 1945–1977 年, 降水量: 1913–1979 年）の気候 | デルナ（気温: 1945–1977 年, 降水量: 1913–1979 年）の気候 | デルナ（気温: 1945–1977 年, 降水量: 1913–1979 年）の気候 |
| 月                                                       | 1月                                                      | 2月                                                      | 3月                                                      | 4月                                                      | 5月                                                      | 6月                                                      | 7月                                                      | 8月                                                      | 9月                                                      | 10月                                                     | 11月                                                     | 12月                                                     | 年                                                       |
| -------------------------------------------------------- | -------------------------------------------------------- | -------------------------------------------------------- | -------------------------------------------------------- | -------------------------------------------------------- | -------------------------------------------------------- | -------------------------------------------------------- | -------------------------------------------------------- | -------------------------------------------------------- | -------------------------------------------------------- | -------------------------------------------------------- | -------------------------------------------------------- | -------------------------------------------------------- | -------------------------------------------------------- |
| 平均最高気温 °C （°F）                                   | 17.5 (63.5)                                              | 18.2 (64.8)                                              | 19.4 (66.9)                                              | 21.7 (71.1)                                              | 24.3 (75.7)                                              | 27.3 (81.1)                                              | 28.2 (82.8)                                              | 29.1 (84.4)                                              | 28.1 (82.6)                                              | 26.1 (79)                                                | 23.1 (73.6)                                              | 19.2 (66.6)                                              | 23.5 (74.3)                                              |
| 日平均気温 °C （°F）                                     | 14.1 (57.4)                                              | 14.5 (58.1)                                              | 15.6 (60.1)                                              | 17.7 (63.9)                                              | 20.3 (68.5)                                              | 23.5 (74.3)                                              | 25.3 (77.5)                                              | 26.1 (79)                                                | 25.0 (77)                                                | 22.4 (72.3)                                              | 19.3 (66.7)                                              | 15.7 (60.3)                                              | 20.0 (68)                                                |
| 平均最低気温 °C （°F）                                   | 10.7 (51.3)                                              | 10.8 (51.4)                                              | 11.7 (53.1)                                              | 13.8 (56.8)                                              | 16.2 (61.2)                                              | 19.7 (67.5)                                              | 22.3 (72.1)                                              | 23.2 (73.8)                                              | 21.9 (71.4)                                              | 18.6 (65.5)                                              | 15.5 (59.9)                                              | 12.2 (54)                                                | 16.4 (61.5)                                              |
| 雨量 mm （inch）                                         | 60.0 (2.362)                                             | 39.0 (1.535)                                             | 28.0 (1.102)                                             | 10.0 (0.394)                                             | 6.0 (0.236)                                              | 2.0 (0.079)                                              | 0.0 (0)                                                  | 0.0 (0)                                                  | 4.0 (0.157)                                              | 32.0 (1.26)                                              | 36.0 (1.417)                                             | 57.0 (2.244)                                             | 274.0 (10.787)                                           |
| 出典：ドイツ気象局                                       |                                                          |                                                          |                                                          |                                                          |                                                          |                                                          |                                                          |                                                          |                                                          |                                                          |                                                          |                                                          |                                                          |

## 歴史

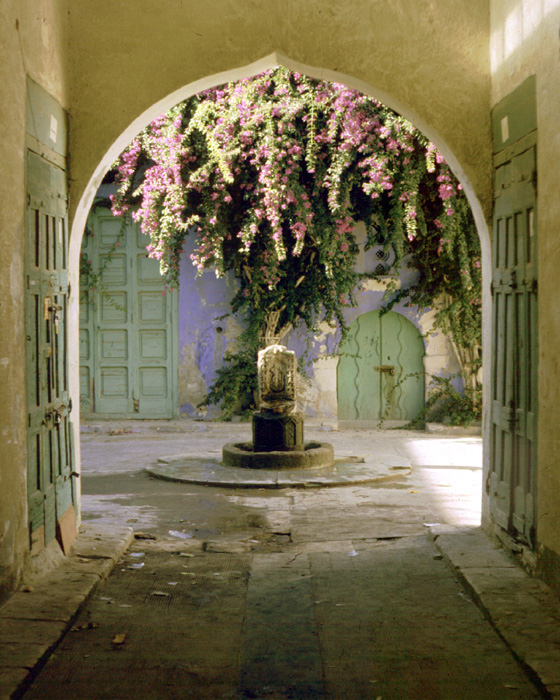
デルナの古い市場

デルナの歴史は古く、ヘレニズム時代にはすでにキレナイカの五都市（ペンタポリス）地区の中のひとつとなっていたなお、ペンタポリスの5つの都市とは西からアポロニア、キレネ、プトレマイス、バルス（現在のマルジュ）、トクラを指し、デルナはその中には入っていない。当時はDarnisまたはDarneと呼ばれていた。ローマ帝国時代にはDarnisまたはDernaと呼ばれるようになった。
ローマ帝国時代にはキレナイカの宗教中心地となっていた。その後イスラム化され、1493年にはナスル朝の滅亡によってアンダルシアから流れ出たイスラム難民を受けいれている。オスマン帝国の支配下に入ると、デルナはトリポリの管轄下に入り、トリポリにカラマンリー朝が成立するとその支配下にはいった。1772年にはデルナで最も古いモスクであるAl-masjeed al-ateeqがマフムード・カラマンリーの手によって立てられている。1800年には、フランスの提督がナポレオン・ボナパルトのエジプト遠征を支援するためデルナに上陸しようとしたが、地元の守備隊に撃退された.
。

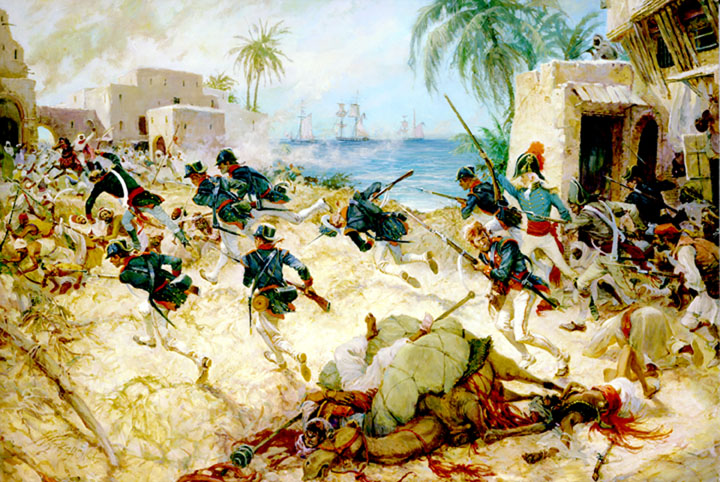
デルナの街を攻撃するアメリカ海兵隊

1805年にはアメリカ合衆国とカラマンリー朝の間に第一次バーバリ戦争が起き、エジプトのアレキサンドリアから西進してきウィリアム・イートンとプレスリー・オバノン率いるアメリカ海兵隊とカラマンリー朝が激突し、ダーネの戦いがおきた。この戦いでアメリカが勝利して、デルナは一時アメリカに占領された。カラマンリー朝滅亡後、1835年にはベンガジのサンジャクの支配下に入り、イスタンブールのオスマン政府の統制を受けることとなった。 1875年にはキレナイカvilayetの一部となった。1850年代には4500人がデルナに住み,、農業、漁業、沿岸交易によって生計を立てていた。その後、イタリアの植民地となった。
第二次世界大戦において、デルナは北アフリカ戦線の舞台となった。1941年1月30日にオーストラリア軍がイタリア軍からデルナを奪取した。1941年4月6日にはドイツ軍がデルナを再占領したものの、1942年11月15日イギリス軍はデルナを取り戻した。
2011年2月18日、2011年リビア内戦のごく初期にデルナは反カダフィ派の支配下に入り、内戦終結まで一度も奪回されず反カダフィ派の拠点となっていた。

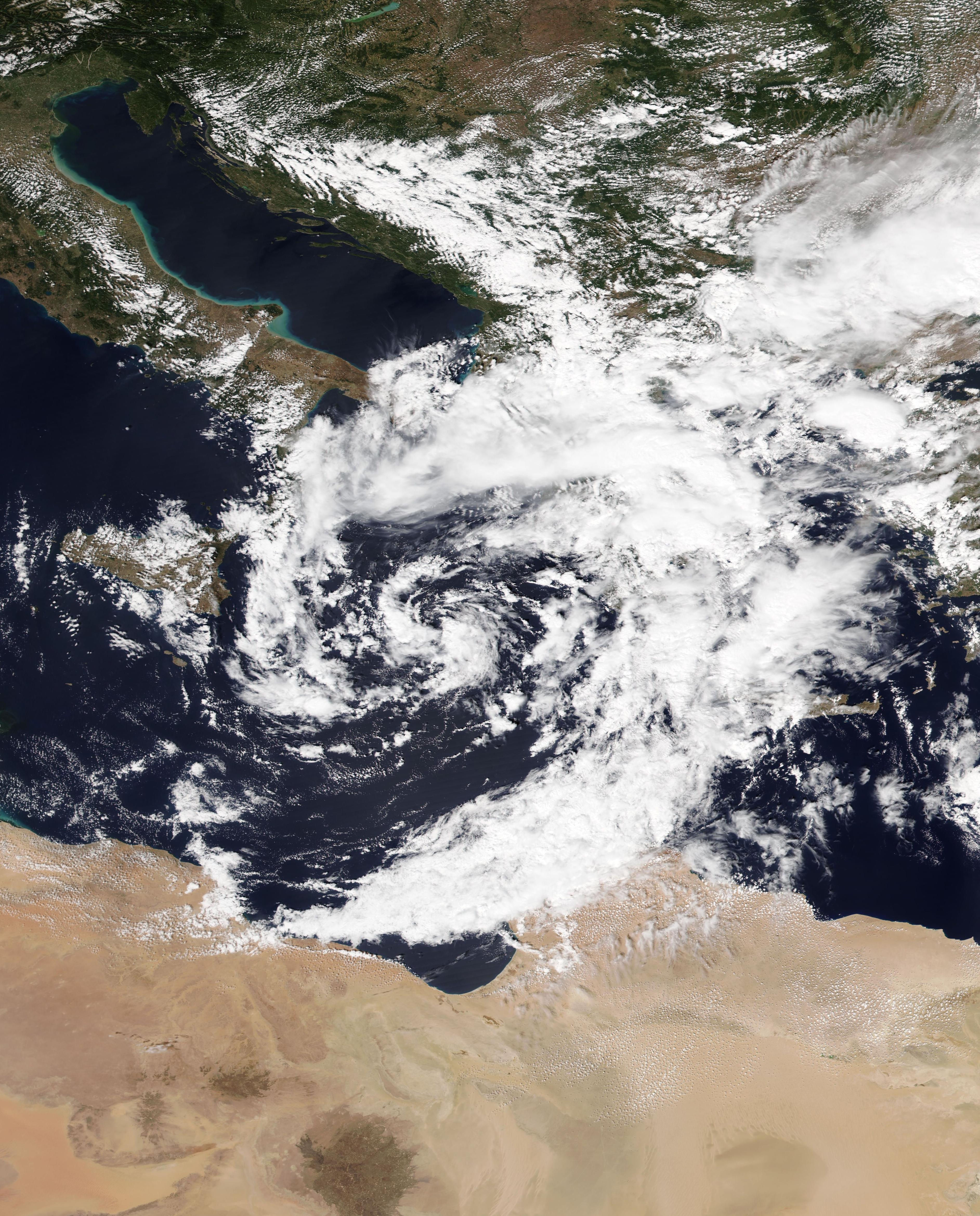
ストーム・ダニエル (:en:Storm Daniel)

2023年9月11日、リビア東部が豪雨に見舞われ、デルナ市南方の2つのダムが決壊。市内に濁流が押し寄せた。死者2000人以上、行方不明者5000-6000人と見られている。
決壊した2基のダムが、Derna dam（デルナダム）とMansour dam（マンスールダム）である。ユーゴスラビアの建設会社で、現在はセルビアに所在するHidrotehnika-Hidroenergetika（ヒドロテフニカ・ヒドロエネルゲティカ）が、1973年から1977年にかけて灌漑用水の供給などを目的に建設したフィルダムで、その規模は前者が高さ75メートル、貯水量1800万立方メートル、後者が高さ45メートル、貯水量150万立方メートルである。2002年以降十分な整備の手が行き届いておらず、2022年11月にオマル・アル＝ムフタール大学の学者がこうしたダムに対する対応の必要性を唱える論文を発表し警鐘を鳴らしていた。
|         | 堤高 | 堤頂長 | 堤体積     | 貯水量        | 座標                                                                                 |
| ------- | ---- | ------ | ---------- | ------------- | ------------------------------------------------------------------------------------ |
| Derna   | 75 m | 300 m  | 735,000 m3 | 18,000,000 m3 | 北緯32度39分34秒 東経22度34分38秒 / 北緯32.65937117872071度 東経22.577184415212482度 |
| Mansour | 45 m | 130 m  | 104,000 m3 | 1,500,000 m3  | 北緯32度45分11秒 東経22度37分53秒 / 北緯32.753044483499686度 東経22.63143889808347度 |

## その他
デルナには、3つの広場がある。もっとも人気のある広場はMaydan Assahabahであり、ここはカダフィ政権に対する抗議デモにも使用された。デルナの旧市街はオスマン時代の建築やモスク、シナゴーグ、教会、古いスークが立ち並び、観光客が訪れる。デルナにはDarnis, Al Afriqi, Al Shallal, Nusoor Martoubaの4つのサッカークラブがある。最も人気があるのはDarnisで、次いで人気がありライバルとなっているのがAl Afriqiである。